# Yuchi (Nantou)
Yuchi (chinesisch 魚池鄉, Pinyin Yúchí Xiāng, Tongyong Pinyin Yúchíh Siang) ist eine Landgemeinde (鄉,  Xiāng) im Landkreis Nantou in Zentraltaiwan.

## Lage, Klima
Yuchi (wörtlich „Fischteich“) liegt etwa im Zentrum des Landkreises Nantou. Das Gemeindegebiet hat eine grob angenähert quadratische Form mit einer Kantenlänge von 10 bis 11 Kilometern. Die Nachbargemeinden sind im Westen und Südwesten Shuili, im Südosten Xinyi, im Osten Ren’ai, im Norden Puli und im Nordosten über einen kurzen Abschnitt Guoxing. Yuchi ist weithin vor allem aufgrund des Sonne-Mond-Sees bekannt, der zu den beliebtesten Touristenattraktionen Taiwans zählt. Der See nimmt etwa 5,5 km² der Gesamtfläche von 121,3735 km² Yuchis ein. In Yuchi herrscht ein subtropisches warmes Monsunklima mit einer Jahresmitteltemperatur von 19,3 °C, einem Jahresniederschlag von 2556 mm und 81,2 % mittlerer Luftfeuchtigkeit. Yuchi liegt im Einzugsbereich zweier Fließgewässer, des Flusses Nangang (南港溪), der den Nordosten durchfließt und des Flusses Shuili (水里溪), eines rechtsseitigen Zuflusses des Zhuoshui, der an der westlichen Begrenzung Yuchis verläuft.

## Geschichte
Die ursprünglichen Bewohner des Gebietes von Yuchi waren austronesische Stämme, die Vorfahren der heutigen indigenen Völker Taiwans. Nach der Übernahme der Insel Taiwan durch das Kaiserreich China der Qing-Dynastie im Jahr 1682/83 begann eine kontinuierliche Einwanderung von Han-Chinesen auf die Insel. Das Gebiet des westlichen Nantou (水沙連,  Shuǐshālián – „Wasser und Sand“) wurde zunächst von der Besiedlung ausgenommen. Jedoch strömten auch hier mit der Zeit Siedler ins Land, die zum Teil mit der dort lebenden indigenen Bevölkerung in Konflikt gerieten. Die Einwanderer stammten überwiegend aus den Gebieten der heutigen Städte Zhangzhou und Quanzhou in der chinesischen Küstenprovinz Fujian. Während der japanischen Kolonialherrschaft (1895–1945) kam es zu größeren Umsiedlungen der indigenen Bevölkerung, auch in Zusammenhang mit der Konstruktion des Sonne-Mond-Sees. 1945 kam Taiwan zur Republik China und Yuchi wurde als Landgemeinde im 1950 neu gegründeten Landkreis Nantou organisiert. Vor allem aufgrund des Sees entwickelte sich die Gemeinde zunehmend zu einem Tourismuszentrum. Die Wirtschaft und der Tourismus wurden erheblich durch das Jiji-Erdbeben vom 21. September 1999 betroffen, das in Yuchi 14 Todesopfer (unter damals 17.894 Einwohnern) forderte.

## Bevölkerung
Die Bevölkerung überwiegend aus Hoklo, die als Umgangssprache Taiwanisch sprechen. Außerdem gibt es eine kleine Minderheit von Hakka-Sprechern. Etwa 90 Prozent der Bevölkerung gelten als Anhänger des Daoismus und daoistische Kultstätten finden sich in jedem Dorf. Andere Religionen sind Christentum (protestantisch und römisch-katholisch), Buddhismus, und weitere. Ende 2017 gehörten 504 Personen (etwas mehr als 3 Prozent) den indigenen Völkern an. Mehrheitlich handelte es sich dabei um Thao.

## Administrative Gliederung
| Gliederung von Yuchi |
|                      |

Yuchi ist in 13 Dörfer (村,  Cūn) untergliedert (Nummerierung entsprechend der nebenstehenden Karte):
1. Yuchi (魚池村)

2. Dongchi (東池村)

3. Gonghe (共和村)

4. Xincheng (新城村)

5. Dayan (大雁村)

6. Wucheng (五城村)

7. Zhongming (中明村)

8. Shuishe (水社村)

9. Dalin (大林村)

10. Dongguang (東光村)

11. Riyue (日月村)

12. Toushe (頭社村)

13. Wudeng (武登村)

## Landwirtschaft
Yuchi ist für seine Teeproduktion bekannt. Erste Versuche mit dem Teeanbau wurden im Jahr 1903 unternommen, aber erst die Einführung von Teepflanzen aus Assam im Jahr 1926 durch die japanische Kolonialverwaltung führte zu einem qualitativ höherwertigen Tee. Das Gebiet um den Sonne-Mond-See erwies sich vom Mikroklima her als besonders geeignet und wurde zum einzigen Anbaugebiet für Assam-Tee in Taiwan. Nach Ende des Zweiten Weltkrieges ging der Teeanbau zunächst zurück, erlebte dann aber später wieder eine Renaissance. Heute werden verschiedene Teesorten (nicht nur Assam) in Yuchi und im benachbarten Puli angebaut. Weitere Produkte der Landwirtschaft sind Betelnuss, Schwammkürbis, Ponkan der Sorte Maogu, Anoectochilus roxburghii (金線蓮 – „Goldener Lotos“, eine Orchideenart, die in der traditionellen chinesischen Medizin Verwendung findet), Aubergine, Bambussprossen, Shiitake-Pilze, Taglilien („Goldnadeln“, die als eine Art Gemüse gegessen werden) etc.

## Sehenswürdigkeiten
Die Hauptattraktion Yuchis ist der Sonne-Mond-See. Der See wurde in den 1930er Jahren auf Basis eines viel kleineren natürlichen Sees als Speichersee zur Wasserkraftnutzung angelegt. Nach dem Zweiten Weltkrieg entwickelte er sich zu einem Haupt-Tourismusziel Taiwans. Als sehenswert gelten außerdem die subtropische Natur, beispielsweise mit dem 461 Hektar großen Wucheng-Naturpark (五城生態園區) auf einer Höhe von 576 bis 925 Metern im gleichnamigen Dorf oder verschiedenen Wanderwegen. An kulturellen Sehenswürdigkeiten gibt es rund um den See verschiedene Tempel und Schreine, darunter den Konfuzius-Tempel der Erleuchtung im Dorf Zhongming (啟示玄機院孔明廟), den Wenwu-Tempel (文武廟) am nordöstlichen Seeufer im Dorf Shuishe, oder den Kongming-Tempel (孔明廟).

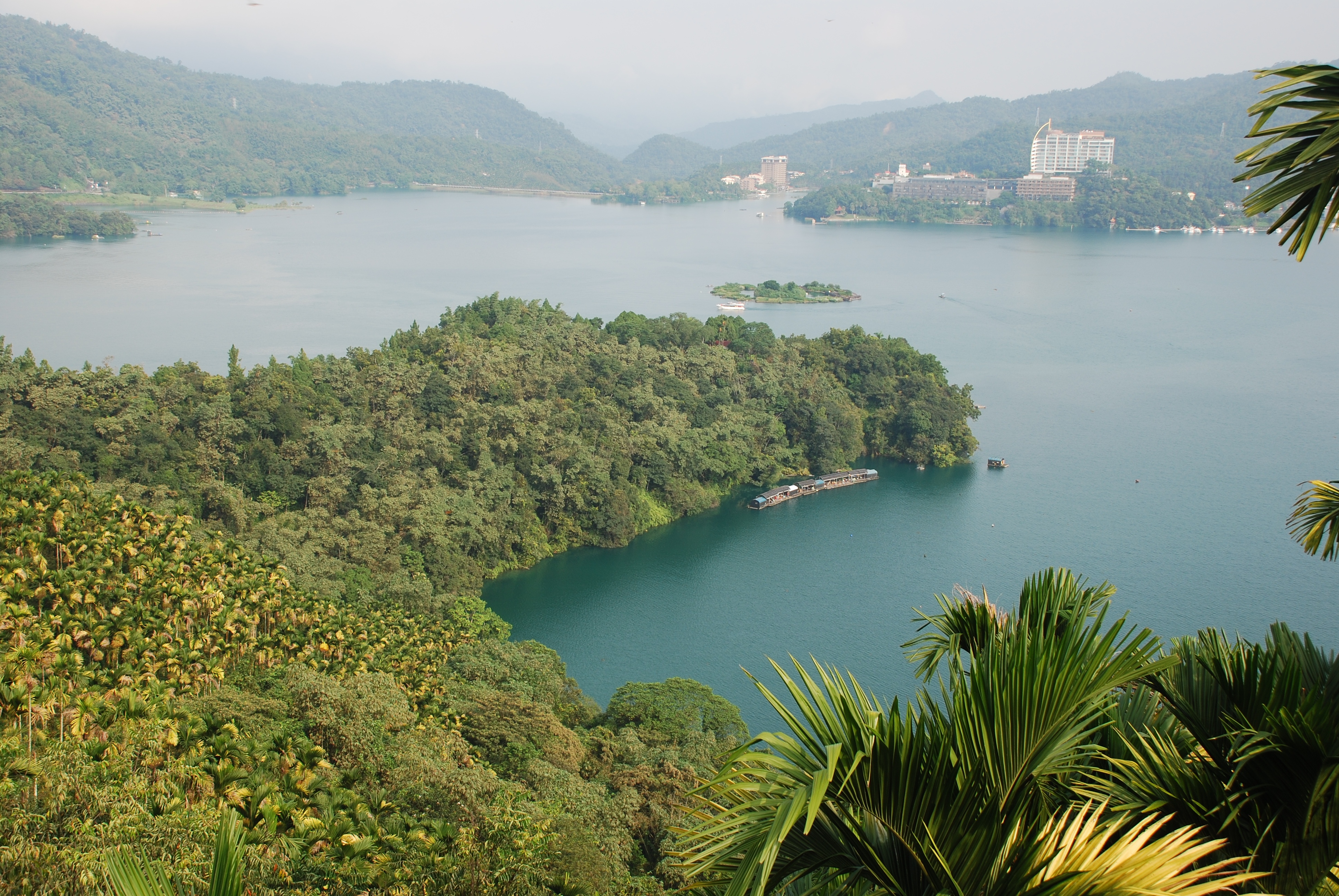
Sonne-Mond-See
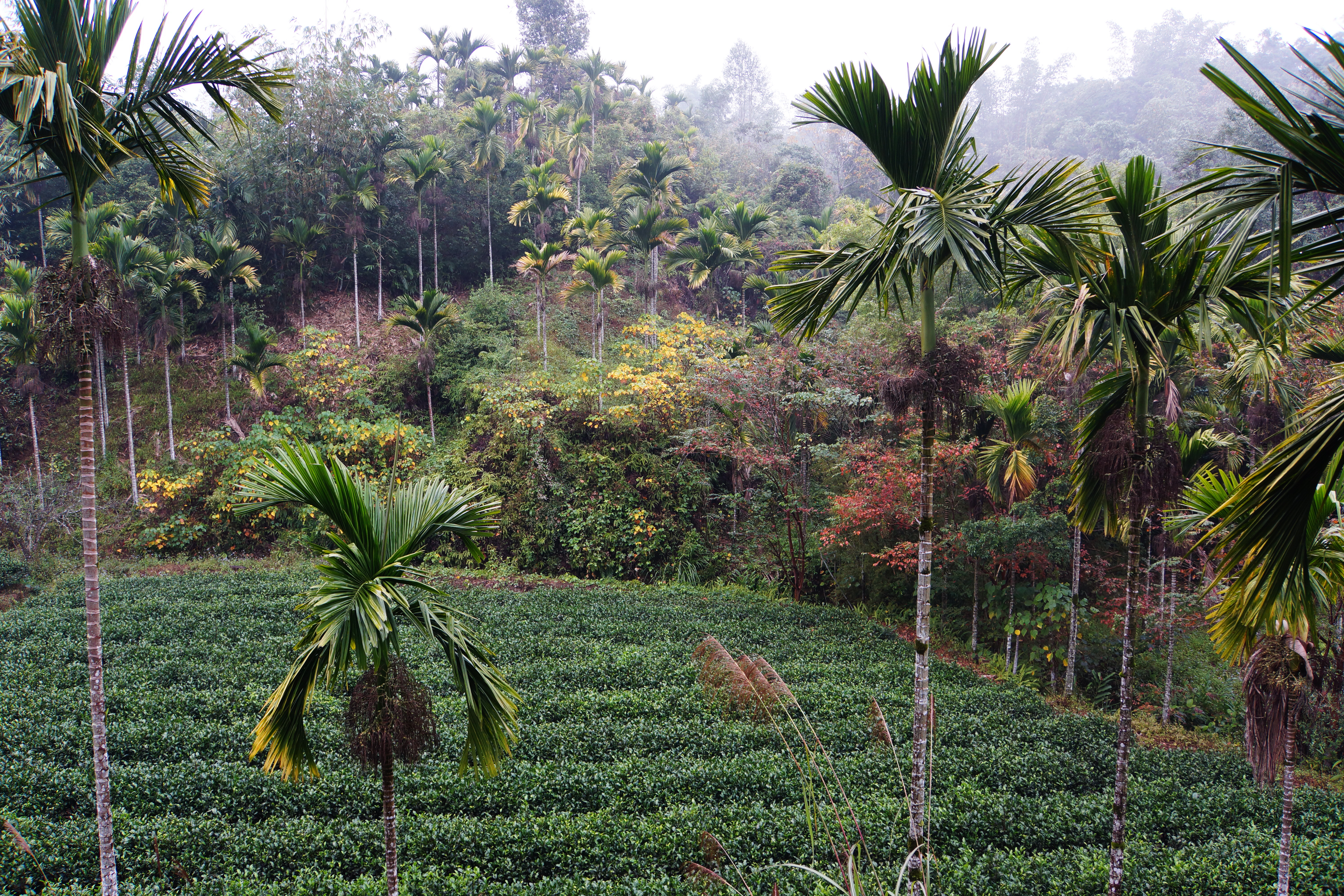
Teegarten an der Grenze zur Nachbargemeinde Puli
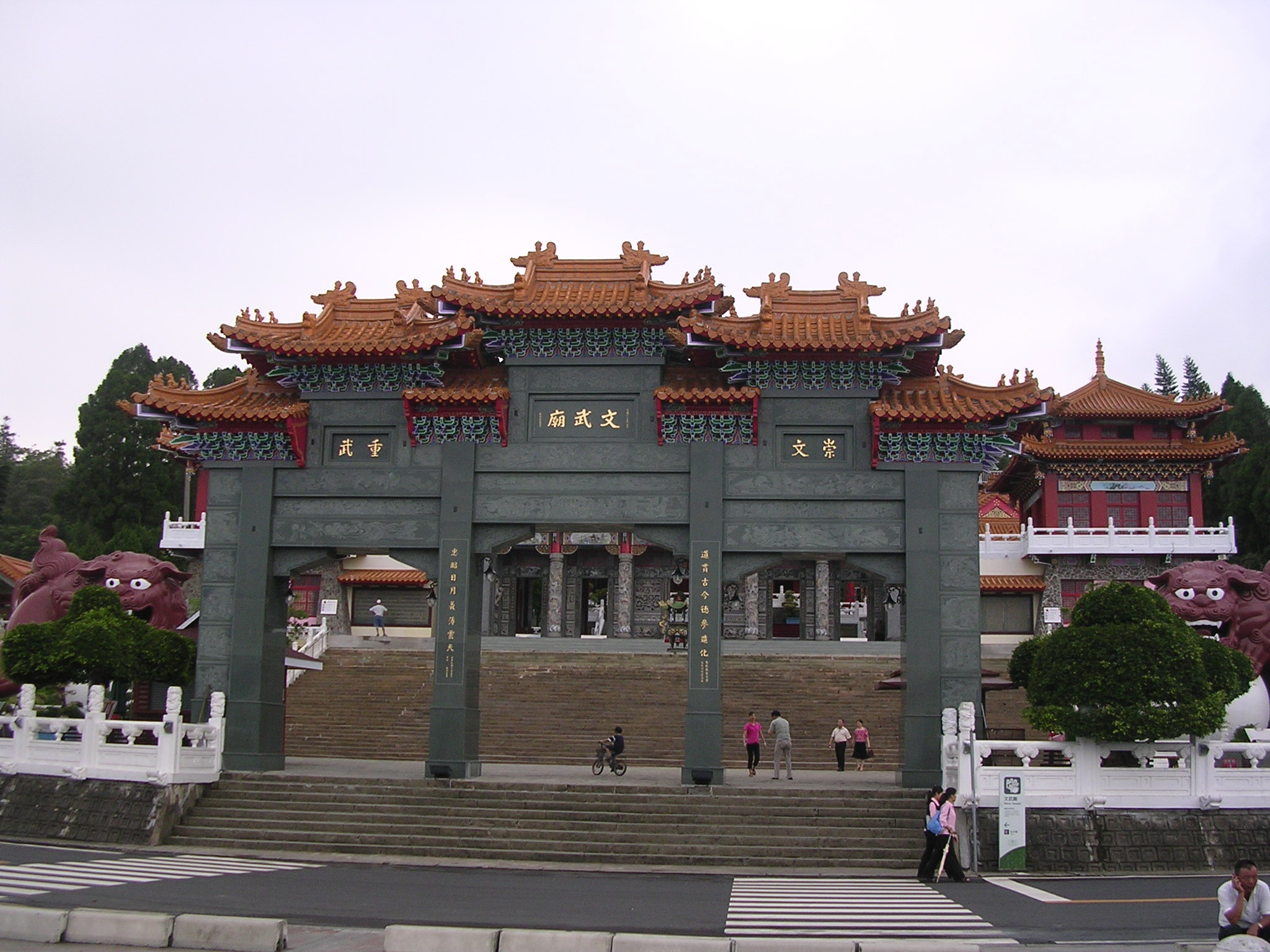
Wenwu-Tempel